# Arquivo Distrital de Leiria

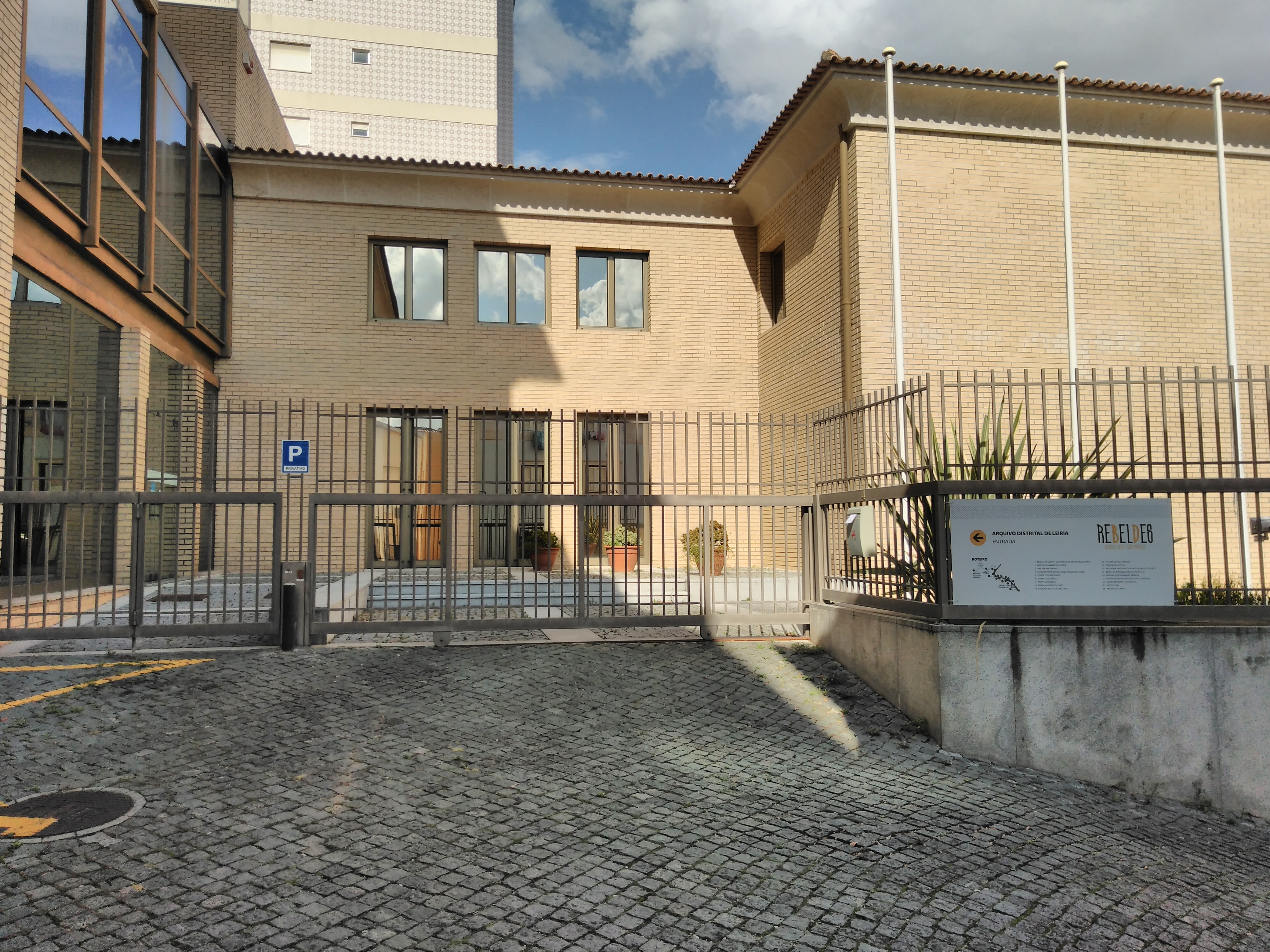
Entrada para o Arquivo Distrital de Leiria

O Arquivo Distrital de Leiria é um serviço dependente da Direção-Geral do Livro, dos Arquivos e das Bibliotecas (DGLAB)..
| ID      | Paróquia                   | Concelho            | Freguesia/Localidade actual | Concelho/Vila data início | Concelho/Vila data fim |
| ------- | -------------------------- | ------------------- | --------------------------- | ------------------------- | ---------------------- |
| 1019959 | Alcobaça                   | Alcobaça            | Alcobaça                    |                           |                        |
| 1020072 | Alfeizerão                 | Alcobaça            | Alfeizerão                  |                           |                        |
| 1020153 | Alpedriz                   | Alcobaça            | Alpedriz                    |                           |                        |
| 1020177 | Benedita                   | Alcobaça            | Benedita                    |                           |                        |
| 1020284 | Cela                       | Alcobaça            | Cela                        |                           |                        |
| 1020368 | Cós                        | Alcobaça            | Cós                         |                           |                        |
| 1020469 | Évora de Alcobaça          | Alcobaça            | Évora de Alcobaça           |                           |                        |
| 1020587 | Maiorga                    | Alcobaça            | Maiorga                     |                           |                        |
| 1020679 | Pataias                    | Alcobaça            | Pataias                     |                           |                        |
| 1020734 | Prazeres de Aljubarrota    | Alcobaça            | Prazeres de Aljubarrota     |                           |                        |
| 1020811 | São Martinho do Porto      | Alcobaça            | São Martinho do Porto       |                           |                        |
| 1020895 | São Vicente de Aljubarrota | Alcobaça            | São Vicente de Aljubarrota  |                           |                        |
| 1020966 | Turquel                    | Alcobaça            | Turquel                     |                           |                        |
| 1021052 | Vestiaria                  | Alcobaça            | Vestiaria                   |                           |                        |
| 1021135 | Vimeiro                    | Alcobaça            | Vimeiro                     |                           |                        |
| 1022082 | Almoster                   | Alvaiázere          | Almoster                    |                           |                        |
| 1022160 | Alvaiázere                 | Alvaiázere          | Alvaiázere                  |                           |                        |
| 1022307 | Maças de Caminho           | Alvaiázere          | Maçãs de Caminho            |                           |                        |
| 1022326 | Maças de D. Maria          | Alvaiázere          | Maçãs de Dona Maria         |                           |                        |
| 1022412 | Pelmá                      | Alvaiázere          | Pelmá                       |                           |                        |
| 1022562 | Pussos                     | Alvaiázere          | Pussos                      |                           |                        |
| 1022642 | Rego de Murta              | Alvaiázere          | Rego da Murta               |                           |                        |
| 1021206 | Alvorge                    | Ansião              | Alvorge                     |                           |                        |
| 1021331 | Ansião                     | Ansião              | Ansião                      |                           |                        |
| 1021363 | Avelar                     | Ansião              | Avelar                      |                           |                        |
| 1021520 | Chão de Couce              | Ansião              | Chão de Couce               |                           |                        |
| 1021561 | Lagarteira                 | Ansião              | Lagarteira                  |                           |                        |
| 1022069 | Orada                      | Ansião              | Orada                       |                           |                        |
| 1021658 | Pousa Flores               | Ansião              | Pousaflores                 |                           |                        |
| 1021782 | Santiago da Guarda         | Ansião              | Santiago da Guarda          |                           |                        |
| 1021911 | Torre Vale Todos           | Ansião              | Torre de Vale de Todos      |                           |                        |
| 1023101 | Batalha                    | Batalha             | Batalha                     |                           |                        |
| 1023197 | Reguengo do Fétal          | Batalha             | Reguengo do Fetal           |                           |                        |
| 1022753 | Bombarral                  | Bombarral           | Bombarral                   |                           |                        |
| 1022873 | Carvalhal                  | Bombarral           | Carvalhal                   |                           |                        |
| 1022954 | Roliça                     | Bombarral           | Roliça                      |                           |                        |
| 1023228 | A dos Francos              | Caldas da Rainha    | A dos Francos               |                           |                        |
| 1023363 | Alvorninha                 | Caldas da Rainha    | Alvorninha                  |                           |                        |
| 1023648 | Carvalhal Benfeito         | Caldas da Rainha    | Carvalhal Benfeito          |                           |                        |
| 1023781 | Coto                       | Caldas da Rainha    | Coto                        |                           |                        |
| 1023895 | Landal                     | Caldas da Rainha    | Landal                      |                           |                        |
| 1023982 | Salir de Matos             | Caldas da Rainha    | Salir de Matos              |                           |                        |
| 1024096 | Salir do Porto             | Caldas da Rainha    | Salir do Porto              |                           |                        |
| 1024233 | Santa Catarina             | Caldas da Rainha    | Santa Catarina              |                           |                        |
| 1024320 | São Gregório da Fanadia    | Caldas da Rainha    | São Gregório                |                           |                        |
| 1024408 | Serra do Bouro             | Caldas da Rainha    | Serra do Bouro              |                           |                        |
| 1024526 | Tornada                    | Caldas da Rainha    | Tornada                     |                           |                        |
| 1024641 | Vidais                     | Caldas da Rainha    | Vidais                      |                           |                        |
| 1024760 | Castanheira de Pêra        | Castanheira de Pera | Castanheira de Pera         |                           |                        |
| 1024803 | Coentral                   | Castanheira de Pera | Coentral                    |                           |                        |
| 1024831 | Aguda                      | Figueiró dos Vinhos | Aguda                       |                           |                        |
| 1024899 | Arega                      | Figueiró dos Vinhos | Arega                       |                           |                        |
| 1025039 | Campelo                    | Figueiró dos Vinhos | Campelo                     |                           |                        |
| 1025096 | Figueiró                   | Figueiró dos Vinhos | Figueiró dos Vinhos         |                           |                        |
| 1025190 | Amor                       | Leiria              | Amor                        |                           |                        |
| 1029022 | Arrabal                    | Leiria              | Arrabal                     |                           |                        |
| 1029045 | Azoia                      | Leiria              | Azoia                       |                           |                        |
| 1029064 | Barosa                     | Leiria              | Barosa                      |                           |                        |
| 1029083 | Barreira                   | Leiria              | Barreira                    |                           |                        |
| 1029105 | Caranguejeira              | Leiria              | Caranguejeira               |                           |                        |
| 1029128 | Carvide                    | Leiria              | Carvide                     |                           |                        |
| 1029151 | Coimbrão                   | Leiria              | Coimbrão                    |                           |                        |
| 1029177 | Colmeias                   | Leiria              | Colmeias                    |                           |                        |
| 1029212 | Cortes                     | Leiria              | Cortes                      |                           |                        |
| 1029235 | Leiria                     | Leiria              | Leiria                      |                           |                        |
| 1029310 | Maceira                    | Leiria              | Maceira                     |                           |                        |
| 1029334 | Marrazes                   | Leiria              | Marrazes                    |                           |                        |
| 1029360 | Milagres                   | Leiria              | Milagres                    |                           |                        |
| 1029387 | Monte Real                 | Leiria              | Monte Real                  |                           |                        |
| 1029408 | Monte Redondo              | Leiria              | Monte Redondo               |                           |                        |
| 1029447 | Parceiros                  | Leiria              | Parceiros                   |                           |                        |
| 1029467 | Pousos                     | Leiria              | Pousos                      |                           |                        |
| 1029498 | Regueira de Pontes         | Leiria              | Regueira de Pontes          |                           |                        |
| 1029518 | Santa Catarina da Serra    | Leiria              | Santa Catarina da Serra     |                           |                        |
| 1029538 | Souto da Carpalhosa        | Leiria              | Souto da Carpalhosa         |                           |                        |
| 1029583 | Marinha Grande             | Marinha Grande      | Marinha Grande              |                           |                        |
| 1029631 | Vieira de Leiria           | Marinha Grande      | Vieira de Leiria            |                           |                        |
| 1029674 | Famalicão                  | Nazaré              | Famalicão                   |                           |                        |
| 1029748 | Pederneira                 | Nazaré              | Pederneira                  |                           |                        |
| 1029870 | Valado dos Frades          | Nazaré              | Valado dos Frades           |                           |                        |
| 1029945 | A dos Negros               | Óbidos              | A-dos-Negros                |                           |                        |
| 1030075 | Amoreira                   | Óbidos              | Amoreira                    |                           |                        |
| 1030269 | Santa Maria                | Óbidos              | Santa Maria                 |                           |                        |
| 1030739 | São João de Óbidos         | Óbidos              |                             |                           |                        |
| 1030375 | São Pedro de Óbidos        | Óbidos              | São Pedro                   |                           |                        |
| 1030770 | São Tiago de Óbidos        | Óbidos              |                             |                           |                        |
| 1030499 | Sobral da Lagoa            | Óbidos              | Sobral da Lagoa             |                           |                        |
| 1030593 | Vau                        | Óbidos              | Vau                         |                           |                        |
| 1031876 | Graça                      | Pedrogão Grande     | Graça                       |                           |                        |
| 1032034 | Pedrogão Grande            | Pedrogão Grande     | Pedrógão Grande             |                           |                        |
| 1032194 | Vila Facaia                | Pedrogão Grande     | Vila Facaia                 |                           |                        |
| 1032673 | Ajuda                      | Peniche             | Ajuda                       |                           |                        |
| 1032794 | Atouguia da Baleia         | Peniche             | Atouguia da Baleia          |                           |                        |
| 1032944 | N.ª Sr.ª da Conceição      | Peniche             | Conceição                   |                           |                        |
| 1033079 | São Pedro                  | Peniche             | São Pedro                   |                           |                        |
| 1033182 | Serra d´El Rei             | Peniche             | Serra d'El-Rei              |                           |                        |
| 1030792 | Abiúl                      | Pombal              | Abiul                       |                           |                        |
| 1030820 | Almagreira                 | Pombal              | Almagreira                  |                           |                        |
| 1030963 | Louriçal                   | Pombal              | Louriçal                    |                           |                        |
| 1031072 | Mata Mourisca              | Pombal              | Mata Mourisca               |                           |                        |
| 1031217 | Pelariga                   | Pombal              | Pelariga                    |                           |                        |
| 1031347 | Pombal                     | Pombal              | Pombal                      |                           |                        |
| 1031502 | Redinha                    | Pombal              | Redinha                     |                           |                        |
| 1031605 | Santiago de Litém          | Pombal              | Santiago de Litém           |                           |                        |
| 1031713 | São Simão de Litém         | Pombal              | São Simão de Litém          |                           |                        |
| 1031752 | Vermoil                    | Pombal              | Vermoil                     |                           |                        |
| 1031783 | Vila Cã                    | Pombal              | Vila Cã                     |                           |                        |
| 1032336 | Alcaria                    | Porto de Mós        | Alcaria                     |                           |                        |
| 1032348 | Alqueidão da Serra         | Porto de Mós        | Alqueidão da Serra          |                           |                        |
| 1032360 | Alvados                    | Porto de Mós        | Alvados                     |                           |                        |
| 1032413 | Arrimal                    | Porto de Mós        | Arrimal                     |                           |                        |
| 1032458 | Juncal                     | Porto de Mós        | Juncal                      |                           |                        |
| 1032508 | Mendiga                    | Porto de Mós        | Mendiga                     |                           |                        |
| 1032517 | Mira de Aire               | Porto de Mós        | Mira de Aire                |                           |                        |
| 1032543 | S. João Batista            | Porto de Mós        | São João Batista            |                           |                        |
| 1032592 | S. Pedro                   | Porto de Mós        | São Pedro                   |                           |                        |
| 1032651 | Serro Ventoso              | Porto de Mós        | Serro Ventoso               |                           |                        |